# ريج سوندرز
ريج سوندرز (بالإنجليزية: Reg Saunders)‏ هو ضابط أسترالي، ولد في 7 أغسطس 1920 في Framlingham, Victoria ‏ في أستراليا، وتوفي في 2 مارس 1990 في سيدني في أستراليا.